# Ween: The Prophecy
Ween: The Prophecy est un jeu vidéo d'aventure développé par Coktel Vision et édité par Sierra On-Line, sorti en 1993 sur DOS, Amiga et Atari ST.

## Accueil
- Adventure Gamers : 2/5[1]